# Id Tech 3引擎

id Tech 3引擎是由id Software开发的用于多种游戏的游戏引擎。它和虚幻引擎，Source引擎是在世界上使用最广泛的游戏引擎。
id Tech 3引擎从雷神之锤引擎 和id Tech 2引擎发展而来，和毁灭战士引擎有着很大的区别。虽然很多人认为毁灭战士3引擎是基于id Tech 3游戏引擎的，但是这种观点是错误的。 毁灭战士3引擎是由約翰·卡馬克领导的开发小组完全重新开发的引擎。
2005年8月19日，id Software在遵循GPL许可证准则的情况下开放了id Tech 3引擎的全部核心代码。形成的主要开发小组进行了bug修复和功能添加，这就是ioquake3。

## 使用id Tech 3引擎的游戏
- 雷神之鎚III
- 愛麗絲驚魂記
- 決勝時刻
- 傭兵戰場2
- 荣誉勋章
- 星球大战 绝地武士II：绝地放逐者
- 星球大戰 絕地武士III：絕地學院
- Space Trader

## 使用id Tech 3改动引擎的游戏
- 重返德軍總部
- World Of Padman
- Tremulous
- Urban Terror

## 使用id Tech 3引擎游戏的特征

《重返德军总部》使用id tech3引擎启动画面

一般来说，使用了id Tech 3引擎的游戏在进入前都会出现一个控制台。你也可以在游戏里面用"~"按键唤出控制台，其字体为雷神之锤III字体（雷神之锤引擎和id Tech 2引擎游戏的字体则多趋向经典字体）。毁灭战士3引擎游戏内，字体则是毁灭战士菜单字体。有些使用id Tech 3引擎的游戏会有两个可执行文件，一个用于单人游戏，另外一个则是多人游戏。

## 持续发展
ioquake3使此引擎产生了新的活力，添加了网络功能方面新技术支持；XreaL则在ioquake3基础上进一步开发图像引擎，达到了接近id下一代id Tech 4的水准。